# Fundación Arquitectos de la emergencia
La Fundación Arquitectos de la emergencia es una organización no gubernamental francesa cuyo objetivo es ofrecer ayuda y asistencia técnica a las víctimas de catástrofes naturales, tecnológicas o humanas.

## Historia
Arquitectos de la emergencia es una organización que fue fundada en abril de 2001, tras las inundaciones en la Somme y la Oise (departamentos de la región francesa Picardie). Adquirió el estatus de Fundación, dada su utilidad pública en Francia y dispone de secciones nacionales en Australia y Canadá.
Los objetivos de la fundación Arquitectos de la emergencia son los siguientes:
1. Apoyar y desarrollar el compromiso humanitario de los arquitectos en Francia y en el resto del mundo a fin de contribuir a la proyección de la arquitectura,
2. Prestar ayuda a las poblaciones afectadas por catástrofes naturales, tecnológicas o humanas contando con la competencia de los arquitectos,
3. Fomentar la formación de arquitectos en Francia y en el mundo entero,
4. Conservar y promover el patrimonio arquitectónico, histórico y cultural mundial.

Arquitectos de la emergencia dirige actualmente 9 programas en los siguientes países: Afganistán, Islas Salomón, Indonesia, Líbano, Pakistán, Perú, Sri Lanka, el Chad en el marco de acciones de urgencia o de desarrollo a favor de poblaciones desfavorecidas.
533 personas, procedentes de 19 nacionalidades distintas, trabajan para la organización para asegurar que cumplan con las misiones. En total, más de 1200 arquitectos e ingenieros han intervenido en las obras de Arquitectos de la emergencia en 21 países.

## Campos de intervención
La organización interviene en los siguientes campos:
- Misión de evaluación cartográfica, que permite que los arquitectos entiendan rápidamente el fenómeno y sus consecuencias sobre la población, calculen la importancia de los daños e identifiquen y definan los medios humanos y materiales que hay que organizar para la seguridad de las poblaciones y su alojamiento rápido.
- Misión de seguridad de las poblaciones, instalando perímetros de seguridad alrededor de las construcciones en ruinas que podrían ser peligrosas, asegurando los equipamientos públicos y los alojamientos, e instaurando medidas de precaución o de evacuación en caso de peligro para los habitantes.
- Intervención en los campos de refugiados que permite mejorar las condiciones de vida de los refugiados y desplazados.
- Reconstrucción de urgencia, ultimando una estrategia de prevención de riesgos, a fin de reconstruir después de una catástrofe para las personas más vulnerables teniendo en cuenta las especificidades y sensibilidades locales.
- La organización de formaciones para los profesionales que permite concienciarlos acerca del riesgo, desarrollar su papel estratégico, en el enfoque e instaurar de métodos de urbanización y construcción compatibles con el riesgos, y también permite que asistan a las poblaciones en materia de autoconstrucción y creen talleres de relevo y lugares de intercambio, reparto y formación a las nuevas tecnologías para los profesionales.

## Acciones e intervenciones
- Francia  
  - Inundaciones en la Somme (abril de 2001)
  - Explosión de la fábrica AZF (septiembre de 2001)
  - Inundación en el Gard (septiembre de 2002)
  - Seísmo en arco de las Antillas en Martinica (noviembre de 2007)

- África
  - Argelia, seísmo en Bumerdés (mayo de 2003)
  - Marruecos, seísmo en Alhucemas (febrero de 2004)
  - Chad, campo de refugiados del este del Chad

- Asia
  - Bangladés, inundaciones (agosto de 2004)
  - Irán, seísmo en Bam (diciembre de 2003)
  - Afganistán, campos de relevo en Kabul (2004)
  - Indonesia, tsunami de diciembre de 2004
  - Sri Lanka, tsunami de diciembre de 2004
  - Tailandia, isla de Khao Lak (junio de 2004)
  - Asia del sur, tsunami (enero de 2005)
  - Pakistán, terremoto del 8 de octubre de 2005
  - Indonesia, terremoto del 26 de mayo de 2006

- Europa
  - Inundación en Europa central (agosto de 2002)

- América
  - Isla de Granada y Haití, ciclones Ivan y Jeanne (septiembre de 2004)
  - Perú, seísmo del 15 de agosto de 2007